# Црква Свете преподобномученице Параскеве у Бијелом Брду
Црква Свете преподобномученице Параскеве је православна црква која се налази у селу Бијело Брдо, у општини Рудо, у источном делу Републике Српске, Босне и Херцеговине. Припада Митрополији дабробосанској Српске православне цркве.

## Историјат
Подаци о времену изградње цркве нису прецизно утврђени, али се верује да је саграђена у 20. веку као локално молитвено место православних верника села Бијело Брдо. Црква је посвећена Светој преподобномученици Параскеви, хришћанској светитељки која се поштује у православној традицији као исцелитељка и заштитница.

## Архитектура
Црква је скромних димензија и традиционалног изгледа, са једнокуполном структуром и звоником. Грађена је у духу православне народне архитектуре и једноставно је уређена.

## Значење
Као једина православна богомоља у селу, црква има значајну улогу у духовном животу мештана. У њој се обављају литургије, крштења, венчања и други верски обреди.